# Stormyrtjärnen (Degerfors socken, Västerbotten, 714935-166242)
Stormyrtjärnen är en sjö i Vindelns kommun i Västerbotten och ingår i Umeälvens huvudavrinningsområde.